# Wereldkampioenschap lacrosse vrouwen
Het wereldkampioenschap lacrosse is een om de vier jaar terugkerend toernooi waarin verschillende nationale lacrosse-vrouwenteams, aangesloten bij de mondiale bond World Lacrosse, aan meedoen. De eerste editie van het toernooi werd in 1982 gespeeld en toentertijd georganiseerd door de in 2008 met de International Lacrosse Federation gefuseerde International Federation of Women's Lacrosse Associations.

## Resultaten
| Jaar | Gastland         | Winnaar          | Runner-up        |
| ---- | ---------------- | ---------------- | ---------------- |
| 1982 | Nottingham       | Verenigde Staten | Australië        |
| 1986 | Philadelphia, PA | Australië        | Verenigde Staten |
| 1989 | Perth            | Verenigde Staten | Engeland         |
| 1993 | Edinburgh        | Verenigde Staten | Engeland         |
| 1997 | Tokio            | Verenigde Staten | Australië        |
| 2001 | High Wycombe     | Verenigde Staten | Australië        |
| 2005 | Annapolis, MD    | Australië        | Verenigde Staten |
| 2009 | Praag            | Verenigde Staten | Australië        |
| 2013 | Oshawa           | Verenigde Staten | Canada           |
| 2017 | Guildford        | Verenigde Staten | Canada           |
| 2022 | Towson, MD       | Verenigde Staten | Canada           |